# قره باخيون
قره باغيون (الأذرية: Qarapapaqlar؛ التركية: Karapapaklar) أو تركمي (الأذرية: Tərəkəmələr؛ التركية: Terekemeler) هم شعب تركي، تحدثوا في الأصل لغة القره باغ، وهي لغة أوغوزية غربية وثيقة الصلة بالأذربيجانية والتركية. في الوقت الحاضر، اُستُبدلَت لغة القره باغية إلى حد كبير باللغة الأذربيجانية والتركية.
بعد انتقالهم إلى غرب آسيا في العصور الوسطى مع الناطقين بالتركية الآخرين والبدو المغول، استقر القره باغيون على طول نهر ديبيد في شرق جورجيا (على طول الحدود الجورجية الأرمينية [الإنجليزية] الحالية). ومع الغزو الروسي للقوقاز اضطروا للانتقال إلى إيران القاجارية، والدولة العثمانية بعد معاهدة تركمانشاي التي عُقدت بين إيران وروسيا في عام 1828 م. اُعتبر القره باغيون الذين بقوا داخل الإمبراطورية الروسية مجموعة منفصلة في تعداد السكان القيصري. خلال وجود الاتحاد السوفييتي، اضمحلّت هويتهم القره باغية الفريدة ثقافيًا ولغويًا من الأذربيجانيين، واعتُبروا "أذربيجانيين" في التعدادات السوفييتية لعامي 1959 و 1970. في عام 1944 حصلت عمليات ترحيل لشعب القره باغ في الاتحاد السوفييتي بشكل جماعي إلى آسيا الوسطى السوفييتية .
كان أهل قره باغ تقليديًا من السنة والشيعة وأتباع المذهب علي الإلهي [الإنجليزية]. وفقًا لأحدث الأعمال الإثنوغرافية الغربية التي تناولت في المقام الأول إثنوغرافيا الاتحاد السوفييتي، فإن معظم سكان قره باغ في الثمانينيات عاشوا في تركيا وإيران وآسيا الوسطى السوفييتية (وخاصة جمهورية أوزبكستان السوفييتية) والجمهوريات السوفييتية في القوقاز (وخاصة جمهورية جورجيا السوفييتية وجمهورية أرمينيا السوفييتية).